# هوکن برین
هوکن برین (انگلیسی: Håkon Bryhn; ۱۴ اوت ۱۹۰۱ – ۱۵ دسامبر ۱۹۶۸) قایقران قایق بادبانی اهل نروژ بود.